# Ракамаз
Ракамаз (угор. Rakamaz) — місто в медьє Саболч-Сатмар-Береґ в Угорщині.

## Населення
Місто займає площу 42,64 км², там проживає 4 789 жителів (за даними 2010 року). За даними 2001 року, серед жителів міста 95 % — угорці, 5 % — цигани.

## Розташування
Місто Ракамаз розташоване за 27 км на північний захід від міста Ньїредьгаза. У місті є залізнична станція. Через місто проходить автодорога 38.
| Угорщина | Це незавершена стаття з географії Угорщини. Ви можете допомогти проєкту, виправивши або дописавши її. |